# Гаипов, Давронжон Эркинович
Давронжон Эркинович Гаипов (25 сентября 1981 Туркестанская область) — с 1 июля 2021 года ректор Университета имени Сулеймана Демиреля.
Окончил Международный казахско-турецкий университет имени А. Яссауи, магистратуру КазУМОиМЯ имени Абылай хана и докторантуру Евразийского гуманитарного института. Проходил стажировку на факультете педагогики Кембриджского университета. Является выпускником государственной программы «Болашак».
С 2009 года занимал различные должности в Университете имени Сулеймана Демиреля, а с 2017 года был проректором по академическим делам и научным исследованиям.
С 2021 года возглавляет исполнительную группу университета. В его обязанности входит контроль за операционной, академической и научно-исследовательской деятельностью вуза, а также за всеми процессами интернационализации, включая поддержку академических сервисов: для студентов, библиотек и информационных технологий.

## Биография
Женат, имеет четырёх детей.